# آلپورورولام
آلپورورولام (به انگلیسی: Alpurrurulam) شهرکی واقع در ایالت قلمرو شمالی در استرالیاست. این شهرک در ۶۳۸ کیلومتری (۳۹۶ مایلی) جنوب شرق تننت کریک و ۶۳۹ کیلومتری (۳۹۷ مایلی) شمال شرق آلیس اسپرینگز واقع شده است.